# Verwaltungscontrolling
Verwaltungscontrolling ist Controlling in der öffentlichen Verwaltung.
Da öffentliche Verwaltungen im Wesentlichen Güter bzw. Produkte oder Dienstleistungen für das Allgemeinwohl generieren, fehlt, wie in privatwirtschaftlichen Unternehmen, die über den Markt regulierende Erfolgskontrolle in der Wertschöpfungskette. Durch internen Wettbewerb wie z. B. Ranking und Benchmarking wird versucht die fehlende Marktfunktion auszugleichen. Hierfür sind häufig komplexe Indikatoren bzw. Kennzahlensysteme erforderlich. Das Verwaltungscontrolling ist besonders durch die Ansätze des Neuen Steuerungsmodells (NSM) geprägt.
Grundlegendes Informationsversorgungssystem für das Verwaltungscontrolling ist die Kosten- und Leistungsrechnung und die Wirkungsrechnung.
Durch die permanente finanzielle Knappheit in öffentlichen Haushalten, durch Paradigmenwechsel in den Bürokratiemodellen (siehe auch Bürokratieansatz) und durch mehr Kostenbewusstsein und Kundenorientierung gewinnt das Verwaltungscontrolling immer mehr an Gewicht.

## Verwaltungscontrolling in der heutigen Praxis – Beispiele
- Freie und Hansestadt Hamburg[1]
- Land Hessen[2]
- Land Niedersachsen – LoHN
- Stadt Oldenburg[3]